# معدل تدفق البول

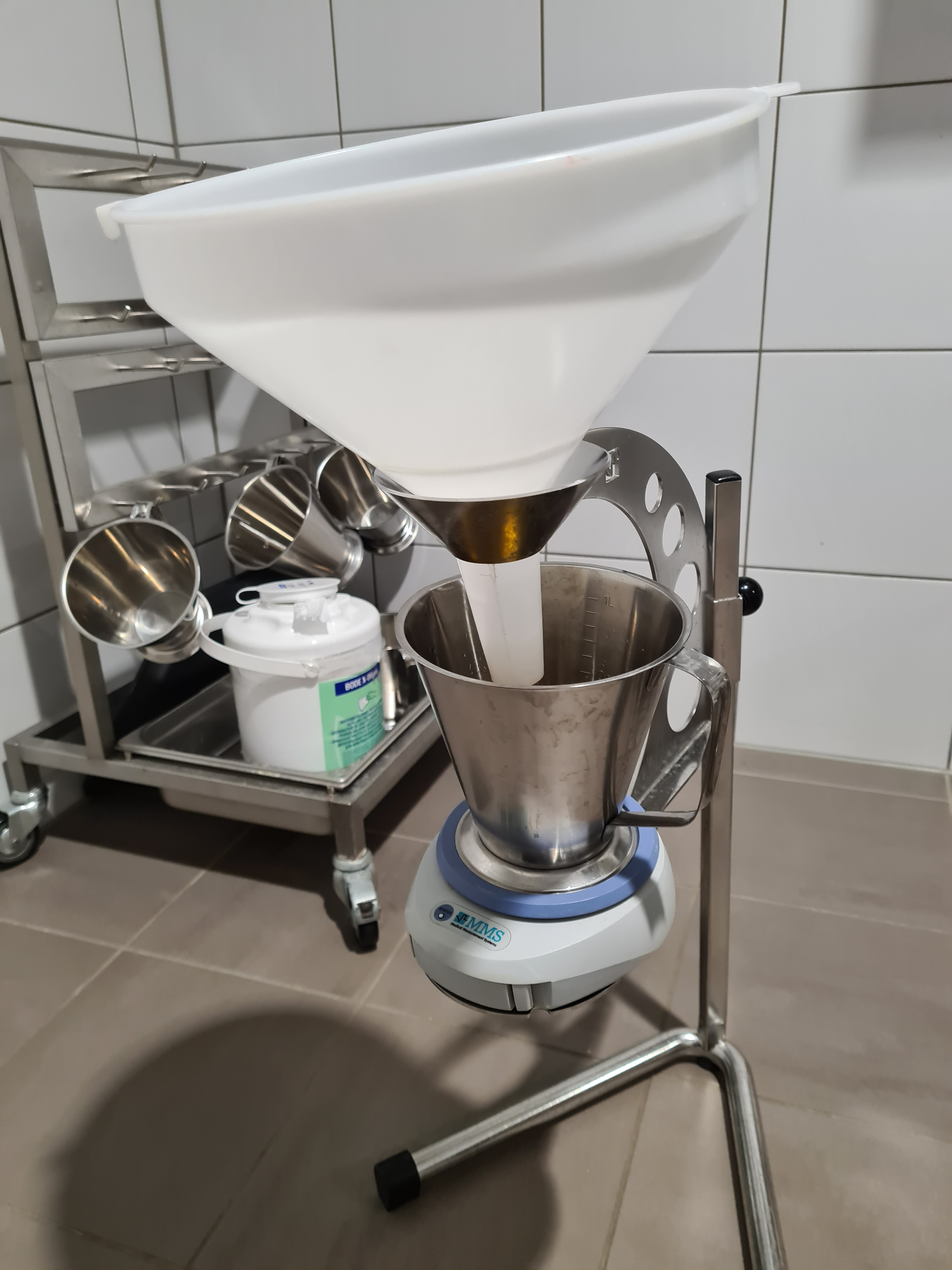
جهاز قياس تدفق البول

معدل تدفق البول هو معدل التدفق الحجمي للبول أثناء التبول. هو مقياس لكمية البول المفرزة خلال فترة زمنية محددة (في الثانية أو في الدقيقة ). يتم قياسه باستخدام مقياس تدفق البول، وهو نوع من قياس التدفق. يتم استخدام الحرفين "V" (للحجم) و"Q" كرمز لمعدل تدفق البول. غالبًا ما يكون للحرف V نقطة ( نقطة علوية )، أي V̇ يشير إلى الحد الأقصى Q max لمعدل التدفق. كما يستخدم Q max كمؤشر لتشخيص تضخم البروستاتا. قد يشير انخفاض Q max إلى أن تضخم البروستاتا يضغط على مجرى البول، مما يؤدي إلى انسداده جزئيًا.
يتم إجراء قياس تدفق البول عن طريق التبول في مبولة خاصة أو مرحاض أو جهاز يمكن التخلص منه يحتوي على جهاز قياس مدمج. يتغير المعدل المتوسط مع تقدم العمر.

## الاستخدام السريري
يمكن أن تكون التغيرات في معدل تدفق البول مؤشرا على وجود اضطرابات في الكلى أو البروستاتا أو غيرها من اضطرابات الكلى. وبالمثل، من خلال قياس معدل تدفق البول، من الممكن حساب تصفية المستقلبات التي تستخدم كعلامات سريرية للمرض. كما يتأثر معدل تدفق البول عند الذكور المصابين بتضخم البروستاتا الحميد، على الرغم من عدم تأثره إحصائيًا بوضعية التبول. في تحليل تلوي حول تأثير وضع التبول عند الذكور على ديناميكا البول، أظهر الذكور المصابون بهذه الحالة تحسنًا بنسبة 1.23مل/ثانية في وضع الجلوس. لم يتأثر الذكور الأصحاء والشباب بتغيير وضعية التبول.